# Peruaanse naakthond
De Peruaanse naakthond is een hondenras met als belangrijkste kenmerk haarloosheid. Het ras vindt zijn oorsprong in Peru.

## Namen, rassen en standaarden
In eigen land heet het ras Perro sin Pelo del Peru. Maar het heeft ook namen als Viringo, Perro Chimú en Perro Calato.
Volgens de FCI, heet het ras in het Nederlands Peruaanse naakthond.
In het Engels staat het ras bekend als de Peruvian Inca Orchid of de Peruvian Hairless Dog.
In het Verenigd Koninkrijk en de Verenigde staten wordt de FCI niet als overkoepelend orgaan erkend.
In Engeland, wordt het ras niet erkend door "the Kennel Club".
In de Verenigde Staten, is het ras (semi)erkend door de 2 grootste kennelclubs, de AKC (American Kennel Club) en de UKC (United Kennel Club).
In de Verenigde Staten is er uit Peruaanse honden een ras ontwikkeld, dat de Inca Orchid Moonflower Dog wordt genoemd.
In het Frans heet de hond "chien nu de Perou".

## Historie
In Perú heeft dit natuurlijke ras al een eeuwenoude achtergrond. Waar het ras precies vandaan komt weet men niet. Wel is bekend dat de grootste populatie zich ontwikkelde in het kustgebied van Peru. Er zijn in opgravingen van de Chimú en Moche cultuur resten van deze honden gevonden, die teruggaan tot de 2e eeuw voor Christus. Beroemd is ook het aardewerk van diverse Peruaanse culturen met afbeeldingen van de naakthond.
De hond is geen "Incahond". Hoewel de Inca's het ras meenamen naar huis, is de natuurlijke leefomgeving in de bergen van Perú te koud voor het ras.
In de tijd van de Spaanse verovering, werd uit religieuze overwegingen de hond in de ban gedaan. Iedere naakthond die bekend was werd afgemaakt. De boeren aan de kust geloofden in de speciale gaven van de hond en beschermden hem.
Ook heden ten dage heeft de Peruaanse naakthond in Peru geen goede naam. De hond wordt door het overgrote deel van de bevolking gezien als lelijk. Maar tegelijk is er respect, vanwege de vermeende genezende gaven.
Naaktheid is geen rasgebonden eigenschap. De eigenschap blijft (latent) aanwezig in alle honden, waarmee wordt gefokt.
Om de hond te beschermen tegen uitsterven is er in Peru veel werk verzet. Daarbij hoort ook het maken van een rasstandaard. De officiële standaard is in 1985 tot stand gekomen.
Verder heeft de hond een beschermde status. Volgens de wet moeten er op iedere historische plek aan de kust naakthonden worden gehouden.

## Uiterlijk
Volgens de standaard van de FCI.
De naaktheid is het meest in het oog springende kenmerk, lichte stugge beharing is echter toegestaan op de kop, voeten en staart. Zwaardere beharing komt vaak voor, maar is niet wenselijk.
Door genetische aanleg is 1 op de 3 geboren honden geheel behaard. Dit behaarde type is volgens de standaard niet toegestaan.
Met de genetische aanleg voor naaktheid komt ook een haast altijd onvolledig gebit. Dit wordt niet als fout gezien. Gebitsfouten als onder- en bovenbijt, scheve tanden enz. zijn niet toegestaan.
Volgens die standaard horen de honden slank en elegant te zijn met een indruk van kracht en harmonie, zonder grof te zijn. Vaak heeft de Peruaan iets weg van een windhond.
Het ras komt in 3 maten voor : klein (25-40 cm), middel (40-50 cm) en groot (50-65 cm).
De huidkleur kan verschillen van zwart, olifantgrijs, donkerbruin tot brons en wit. Albinisme is niet toegestaan.
Ook komt een vlekkenpatroon regelmatig voor.
Oogkleur is altijd bruin. De tint wordt gerelateerd aan de huid en haarkleur. Lichte honden mogen lichte ogen hebben. Bij donkere honden, zijn donkere ogen wenselijk.
De oren moeten rechtop kunnen staan en horen een kaarsenvlam vorm te hebben. Ze dienen ook te kunnen knikken.
De hond hoort even lang als hoog te zijn.

## Karakter
In de omgang is de hond zacht en voorzichtig met degene die hij kent. Tegenover vreemden is hij gereserveerd. De Peruaanse naakthond is slim, alert en van nature een goede waakhond, die ook enig jachtinstinct bezit.
Vanwege zijn geschiedenis die ver teruggaat in de tijd valt het ras onder de oertypen. Zijn gedrag en karakter is ook nog erg natuurlijk waardoor hij liefst een baas heeft met kennis van de hondentaal. Van karakter heeft de Peruaan nog het meest weg van een windhond. Het is een zachtaardige hond, maar geen slaafse. Zijn liefde moet je verdienen.

## Verzorging
Er wordt nogal eens gedacht dat een hond zonder haar nauwelijks verzorging behoeft en daarom makkelijk te onderhouden is, maar ook zo'n hond heeft een algemene verzorging nodig. Hieronder staan een aantal verzorgingspunten van de hond waar rekening mee gehouden moet worden:

### Huid
Acne of mee-eters komen vaak voor. Als dit niet goed wordt bijgehouden kunnen er ontstekingen ontstaan. De huid kan uitdrogen en gaan schilferen. De randjes van de oren zijn zeer gevoelig voor kloven. Een goede vochtinbrengende crème doet dan wonderen.

### Koude
De honden kunnen goed tegen de frisse temperaturen en hoeven alleen met extreme temperaturen en weinig beweging beschermd te worden tegen de kou. De kleine honden zullen wel eerder beschermd moeten worden.

### Zonneschijn
Bij de donkere huid is het voldoende om hem rustig aan de zon te laten wennen als het mooi weer wordt in het voorjaar. De lichte en gevlekte huid verbrandt snel en moet in de zon altijd beschermd worden.

### Gebit
Het gebit dient goed onderhouden te worden. Door erfelijke aanleg heeft de hond een onvolledig en zwak gebit. Bij goede verzorging (regelmatig poetsen en geen ruwe trekspelletjes) wordt wat aanwezig is gespaard.

## Gezondheid
De Peruaanse naakthond kent geen structurele gezondheidsproblemen. Incidenteel komen epilepsie en huidziektes voor.
Een raar fenomeen is de zogenaamde "hanging tongue". Sommige honden kunnen hun tong niet meer in hun mond houden en laten hem dan aan de zijkant uit de mond hangen.
Een deel van de fokkers wijt dit aan het gebrek aan tanden. Een ander deel denkt dat het een neurologisch probleem is.

## Populatie
De Peruaanse naakthond komt in Nederland en België nog niet veel voor. In 2005 waren er ongeveer 15 exemplaren bekend.
In Peru wordt de populatie op 1500 tot 3000 geschat. Dit zijn zowel geregistreerde als ongeregistreerde honden.